# (36529) 2000 QZ82
2000 QZ82 (asteroide 36529) é um asteroide da cintura principal. Possui uma excentricidade de 0.08944640 e uma inclinação de 3.83196º.
Este asteroide foi descoberto no dia 24 de agosto de 2000 por LINEAR em Socorro.